# Amalia Sartori
Amalia Sartori (Valdastico, 2 agosto 1947) è una politica italiana, europarlamentare dal 20 luglio 1999 al 1º luglio 2014 per Forza Italia e Il Popolo della Libertà.

## Biografia

### Infanzia e formazione
Nata a Valdastico, in provincia di Vicenza, figlia e nipote di emigranti, ha trascorso i primi anni della sua infanzia in Venezuela. Rientrata in Italia, frequenta l'Istituto Santa Dorotea di Thiene, per poi laurearsi in materie letterarie presso l'Università degli Studi di Padova.
Tra gli inizi degli anni settanta e la prima metà degli anni ottanta è insegnante di lettere. Nello stesso periodo inizia il suo impegno politico.

### Carriera politica

#### Politica locale nel Partito Socialista e in Forza Italia
Dopo un'esperienza come consigliera comunale, diventa esponente del Partito Socialista Italiano nel Veneto.
È stata la prima donna e la più giovane a ricoprire l'incarico di assessora regionale, di vicepresidente della Giunta regionale e di Presidente del Consiglio regionale del Veneto.
Come assessora alla viabilità e ai trasporti è stata nel 1986-1987 primo presidente della Aeroporto Marco Polo (Save) s.p.a. di Venezia, dopo la privatizzazione.

#### Eurodeputata di Forza Italia e PdL

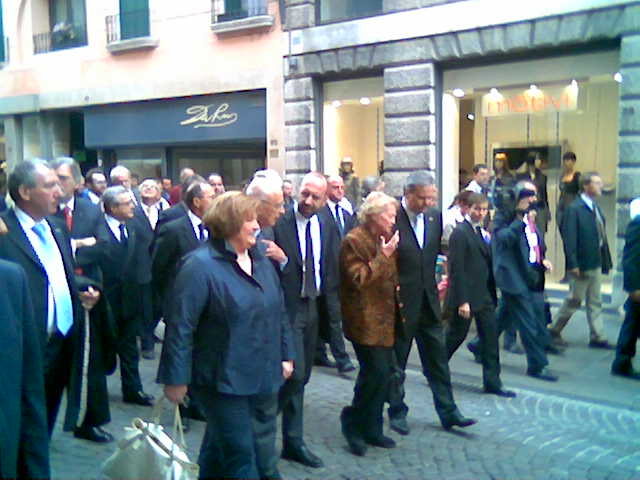
Lia Sartori insieme ad Achille Variati e Giorgio Napolitano a Vicenza.

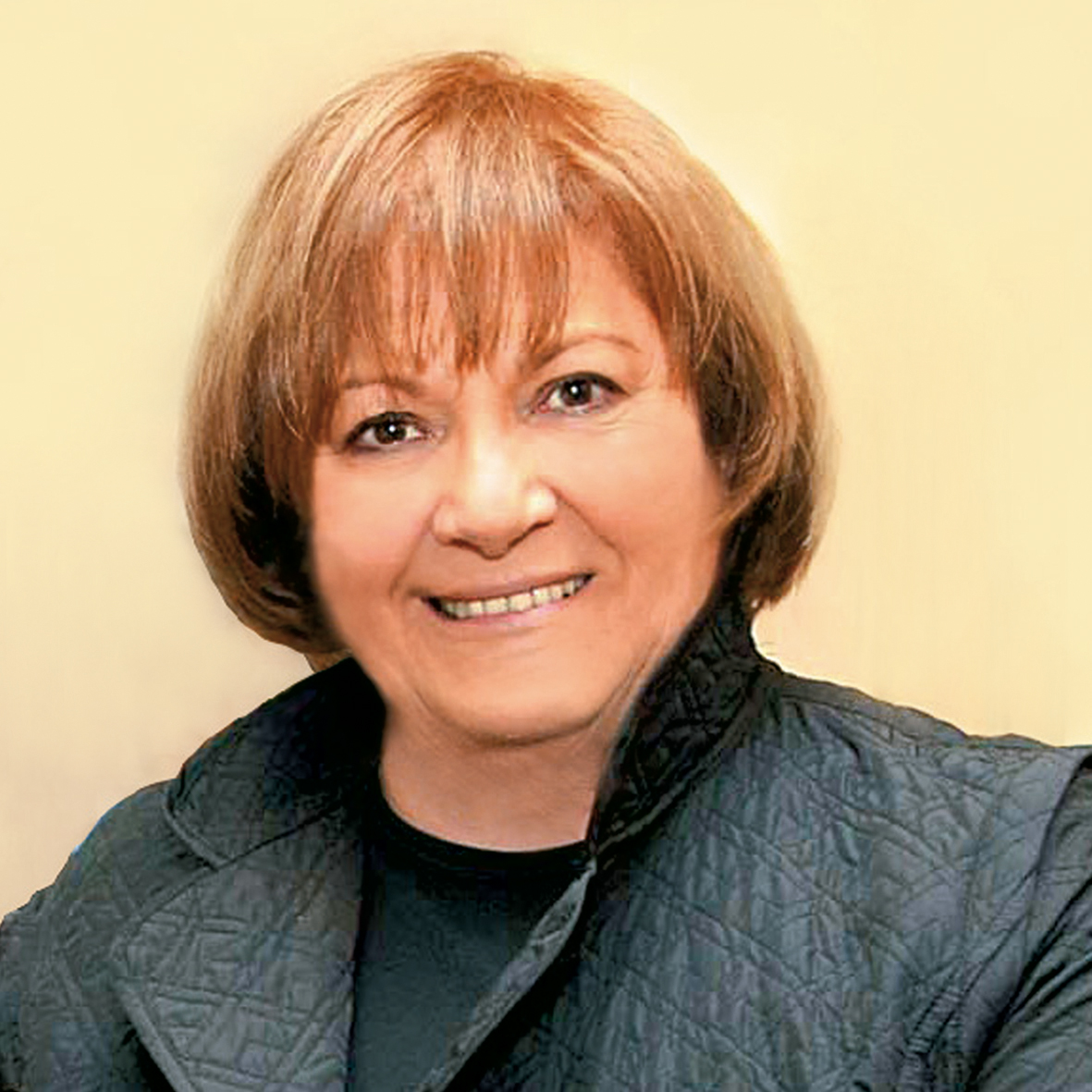
Amalia Sartori nel 2009

Eletta parlamentare europea nel 1999, è stata riconfermata per le liste di Forza Italia (2004) e del PdL (2009) nella circoscrizione nord-est. Dal 2004 al 2009 ha ricoperto in Parlamento europeo gli incarichi di vicepresidente della delegazione per i rapporti con la NATO e di membro delle delegazioni per i rapporti con il Mercosur, l'America Latina e Israele.
È iscritta al gruppo parlamentare del Partito Popolare Europeo, dove ha ricoperto la carica di vicepresidente della delegazione di Forza Italia.
Fino al giugno 2008 è stata coordinatrice delle donne del Partito Popolare Europeo all'interno della commissione per i diritti delle donne e l'uguaglianza di genere e, fino al marzo 2007, membro della commissione trasporti e turismo.
Alle elezioni amministrative del 2008 si è candidata per il centrodestra alla carica di sindaco di Vicenza. Al primo turno è stata votata da quasi il 40% degli aventi diritto, mentre al turno di ballottaggio è stata battuta dal candidato di centrosinistra Achille Variati.
Nel 2009 è stata rieletta al Parlamento Europeo con il Popolo della Libertà ed è vicepresidente dell'Assemblea Parlamentare Euro-latinoamericana e membro della Delegazione per le relazioni con i paesi della Comunità andina e della Delegazione per le relazioni con gli Stati Uniti d'America. Nel 2012 è stata nominata presidente della Commissione per l'industria, la ricerca e l'energia del Parlamento europeo.
È stata inoltre membro delle commissioni su: Mercato interno e protezione dei consumatori, Crisi finanziaria, economica e sociale, Commissione speciale per l'attuazione della strategia di Lisbona, Commissione temporanea sul cambiamento climatico.
Ricandidata per le Elezioni europee del 2014 in Italia nella Circoscrizione Italia nord-orientale (che comprende i collegi di Emilia-Romagna, Veneto, Trentino-Alto Adige e Friuli-Venezia-Giulia) per Forza Italia, con 19.900 preferenze non è stata rieletta dopo 15 anni.
È stata presidente delle “Settimane musicali al Teatro Olimpico" di Vicenza e del Centro Internazionale di Studi di Architettura Andrea Palladio (CISA). A seguito dell'inchiesta MOSE ha lasciato entrambi gli incarichi.

## Vicende giudiziarie
Il 4 giugno 2014, nell'ambito dell'inchiesta MOSE (coinvolti tra gli altri il Sindaco di Venezia Giorgio Orsoni del Pd e l'ex Presidente del Veneto Giancarlo Galan di FI)  è stata fatta richiesta al Parlamento Europeo della liberatoria necessaria al fine di condannare agli arresti domiciliari l'europarlamentare Amalia Sartori. Decaduta dalla sua carica e quindi persa l'immunità, viene messa agli arresti domiciliari il 2 luglio 2014 con l'accusa di finanziamento illecito ai partiti. È indagata per aver ricevuto 25.000 euro non dichiarati dal Consorzio Venezia Nuova, che foraggiava politici di destra e di sinistra, e da una impresa implicata negli affari per finanziare le sue campagne elettorali favorendo la stessa grazie ai suoi ruoli verticistici nella politica veneta come vicepresidente della regione, presidente del consiglio regionale ed europarlamentare del Veneto.
Il 14 settembre 2017 è stata assolta nel merito, con formula piena. È stata prosciolta dall'accusa di finanziamento illecito perché il fatto non costituisce reato e perché non sussiste.